# Haplostomidae
Haplostomidae är en familj av kräftdjur. Haplostomidae ingår i ordningen Cyclopoida, klassen Maxillopoda, fylumet leddjur och riket djur.
Familjen innehåller bara släktet Haplostoma.